# Jordan Lefort
Jordan Lefort (Champigny-sur-Marne, 9 de agosto de 1993) es un futbolista francés que juega de defensa en el Angers S. C. O. de la Ligue 1.

## Trayectoria
Lefort comenzó su carrera deportiva en el Amiens SC en 2013, en el Championnat National, logrando dos ascensos consecutivos con el club francés, uno en la temporada 2015-16 a la Ligue 2, y el año siguiente a Ligue 1.
Durante la temporada 2017-18, con el Amiens ya en Ligue 1, fue cedido al U. S. Quevilly.
En la Ligue 1 debutó el 12 de agosto de 2018, en un partido frente al Olympique de Lyon.

### Young Boys
En febrero de 2020 se marchó cedido al B. S. C. Young Boys de la Superliga de Suiza, con el que logró el título de liga.
En verano de 2020, el Young Boys se lo quedó en propiedad.

## Clubes
| Club                         | País    | Año       |
| ---------------------------- | ------- | --------- |
| Amiens S. C.                 | Francia | 2013-2020 |
| U. S. Quevilly (cedido)      | Francia | 2017-2018 |
| B. S. C. Young Boys (cedido) | Suiza   | 2020      |
| B. S. C. Young Boys          | Suiza   | 2020-2022 |
| Paris F. C.                  | Francia | 2022-2023 |
| Angers S. C. O.              | Francia | 2023-     |

## Palmarés

### Títulos nacionales
| Título             | Club                | País  | Año  |
| ------------------ | ------------------- | ----- | ---- |
| Superliga de Suiza | B. S. C. Young Boys | Suiza | 2020 |
| Copa de Suiza      | B. S. C. Young Boys | Suiza | 2020 |
| Superliga de Suiza | B. S. C. Young Boys | Suiza | 2021 |